# Libnotes ephippiata
Libnotes ephippiata är en tvåvingeart som först beskrevs av Alexander 1936.  Libnotes ephippiata ingår i släktet Libnotes och familjen småharkrankar. Inga underarter finns listade i Catalogue of Life.